# لبد تایپ ۸
لبد تایپ ۸ (به انگلیسی: Lebed_XII) یک هواگرد ملخ‌پیشین تک‌موتوره از نوع شناسایی ساخت شرکت Lebed است. هواگرد لبد تایپ ۸ نخستین پروازش را در ۲۸ دسامبر ۱۹۱۵ میلادی انجام داد. در مجموع، تعداد ۲۱۶ فروند از این هواگرد ساخته شده‌است.